# カプレカー数
カプレカー数（カプレカーすう、英: Kaprekar number）とは、次のいずれかで定義される自然数である。
1. 2乗して上位と下位との数桁ずつに分けて和を取ったとき、元の値に等しくなる自然数。
2. 桁を並べ替えて最大にした数と最小にした数との差を取ったとき、元の値に等しくなる自然数（カプレカー定数を含む）。

名称は、インドの数学者 D. R. カプレカル（英語表記: D. R. Kaprekar）にちなむ。カプレカ数、カプリカ数ともいい、原語であるマラーティー語の発音に近づけてカプレカル数ともいう。

## 定義1
正の整数を2乗し、上位と下位のゼロでない数桁ずつに分けて、それらの和を取る。この操作によって元の値に等しくなる数をカプレカー数と呼ぶ。カプレカー数は、上記の操作の不動点である。
例えば、297 はカプレカー数である。2972 = 88209 であり、これを上位の2桁 88 と下位の3桁 209 とに分けて足すと 88 + 209 = 297 となる。また、48792 = 23804641 であり、238 + 04641 = 4879 である。
この定義でのカプレカー数を小さな順に並べると、こうなる：
1, 9, 45, 55, 99, 297, 703, 999, 2223, 2728, 4879, 4950, 5050, 5292, 7272, ……

### 狭義の定義1
正の整数の2乗を、上位と下位との桁数をほぼ等しく（桁数が等しいか、上位の桁数より下位の桁数が1だけ大きく）分けるという定義もある。つまり、2乗が偶数桁（2n 桁）である場合は上位の n 桁と下位の n 桁とに分け、奇数桁（2n+1 桁）である場合は上位の n 桁と下位の n+1 桁とに分けて、上位と下位との和を取る。
この定義でのカプレカー数を小さな順に並べると、こうなる：
1, 9, 45, 55, 99, 297, 703, 999, 2223, 2728, 4950, 5050, 7272, 7777, 9999, ……
4879 と 5292 は、この定義のカプレカー数には含まれない：
48792 = 23804641 であり、238 + 04641 = 4879 であるが、 2380 + 4641 = 7021。
52922 = 28005264 であり、28 + 005264 = 5292 であるが、 2800 + 5264 = 8064。
定義1のカプレカー数は無数にある。例えば、9, 99, 999, 9999, 99999, … のように"9"のぞろ目の数は全てこの定義のカプレカー数である。

## 定義2（カプレカー定数）
整数の各桁の数を並べ替え、最大のものと最小のものとの差を取る（この操作を f とする）。この差が元の整数に等しくなる数 a をカプレカー数と呼ぶ。カプレカー数は、操作 f の不動点である。
カプレカー数：　{\displaystyle f\,(a)=a}
6174 は、f (6174) = 7641 − 1467 = 6174 であるから、この定義でのカプレカー数である。6174は、10進4桁では唯一のカプレカー数である。また、3桁における唯一のカプレカー数は、495 である。ある桁数でのカプレカー数が唯一であるとき、その数をカプレカー定数とも呼ぶ。
定義2のカプレカー数を小さな順に並べると、次のとおりになる：
0, 495, 6174, 549945, 631764, 63317664, 97508421, 554999445, 864197532, 6333176664, …
容易に分かるように、カプレカー数は全て9の倍数である。
例えば、最初の数を 2005 として、上記の操作 f を繰り返すと、
5200 − 0025 = 5175
7551 − 1557 = 5994
9954 − 4599 = 5355
5553 − 3555 = 1998
9981 − 1899 = 8082
8820 − 0288 = 8532
8532 − 2358 = 6174
7641 − 1467 = 6174
となり、この後は 6174 が繰り返される。
10進4桁のカプレカー数：　{\displaystyle f\,(6174)=6174}
どのような4桁の数でも最終的に 0 または 6174 になることが確かめられる（1111 の倍数だけが 0 になり，その他は 6174 になる）。カプレカル自身は4桁の数だけを考察したが、任意の桁数の整数で同じことが考えられる。ある桁数の整数は有限個であるから、この操作を繰り返すと、最終的に必ずループになる。ループの周期が 1 である場合に、その整数をカプレカー数と呼ぶ。
この定義のカプレカー数は無数にある。例えば、6174, 631764, 63317664, 6...333...17...666...4（途中に出現する"3"の個数と"6"の個数とが等しいもの）は全てカプレカー数である。
2005年には平田郁美が31桁までの全てのカプレカー数を計算し、それらの分布を考察した。
ある桁に属する全ての数（111...11 の倍数を除く）が、操作 f によって一つの数になるとき、その数を（通常のカプレカー数と区別して）特にカプレカー定数と呼ぶ。カプレカー定数は3桁の495と4桁の6174の二つに限られることが1981年にプリチェットらによって示された。また、彼らはカプレカー数を4つのタイプに分類したが、この分類には一部に重複があった。

### 定義2のカプレカー数の決定
2024年に嵐山数学研究会（主宰 彌永健一）の岩崎春男は、ある自然数がカプレカー数になるためには、その自然数が7つの定数 495, 6174, 36, 123456789, 27, 124578, 09 の組合せによって構成される5種類の、互いに共通する要素をもたない集合のいずれかに属することが必要十分であることを示した。岩崎は、5種類の集合による新しい分類が修正したプリチェットらの分類を含むことも示した。
これによって、n を定数とみれば、n 桁のカプレカ―数の個数が、2つの一次方程式
(1) {\displaystyle n=3x\ \ \ \quad \quad (x\geq 1)}  ……  495 が x 個の並び
(2) {\displaystyle n=4+2x\quad (x\geq 0)}  ……  6174 が 1 個, 36 が x 個の並び
または3つの一次不定方程式 
(3) {\displaystyle n=9x+2y\ \ \quad (x\geq 1,\ y\geq 0)}  ……  123456789 が x 個, 36 が y 個の並び
(4) {\displaystyle n=9x+14y\quad (x\geq 1,\ y\geq 1)}  ……  123456789 が x 個, 36 495495 272727 が y 個の並び
(5) {\displaystyle n=6x+2y+9z+2u\quad (x\geq 1,\ y\geq 1,\ z\geq 0,\ u\geq 0)}  …  124578 が x 個, 09 が y 個, 123456789 が z 個, 36 が u 個の並び
のうち成立可能な方程式の整数解（x～u の組）の個数に一致することと、その解たちは n 桁のカプレカ―数を全て表現することが明らかになった。
495と6174以外にはカプレカー定数がないことを、上の方程式によって確認する。1, 2桁と5桁と7桁では方程式 (1)～(5) のどれをも満たさないので、カプレカ―数はない。6桁では、方程式 (1), (2) を満たす2つの解が存在するので、カプレカー定数はない。さらに、8桁以上の偶数桁、9桁および15桁以上の奇数桁では明らかに2個以上の解が存在する。残る11桁と13桁では解が1個だが、これらの桁ではそれぞれ周期5と2のループになる数が存在する。したがって、カプレカー定数は3桁の495と4桁の6174に限られるというプリチェットらの結果が検証された。
こうして、定義2の全てのカプレカ―数の包括的決定、およびそれらの個数を容易に求める方法についての問題は完全に解決した。数値例を一つ挙げる。
例　桁数 n = 23 の場合：　n は3の倍数ではない奇数なので上記の方程式 (1), (2) は成立せず、成立可能な方程式は (3), (4), (5) に限られる。それらの解に対応する数に上で定めた操作 f を1度施せば、7個のカプレカ―数が得られる。
(3) {\displaystyle 23=9x+2y}  の解  …… 123456789 が x 個, 36 が y 個の並び
{\displaystyle (x,y)=(1,7)}  であり、
f (123456789 36363636363636) = 86433333331976666666532
(4) {\displaystyle 23=9x+14y}  の解  …… 123456789 が x 個, 36 495495 272727 が y 個の並び
{\displaystyle (x,y)=(1,1)}  であり、
f (123456789 36 495495 272727) = 87765443219997765543222
(5) {\displaystyle 23=6x+2y+9z+2u}  の解  …… 124578が x個, 09が y個, 123456789が {\displaystyle z}個, 36が {\displaystyle u}個の並び
{\displaystyle (x,y,z,u)=(1,4,1,0)}  のとき、
f (124578 09090909 123456789) = 99998765420987543210001
{\displaystyle (x,y,z,u)=(1,3,1,1)}  のとき、
f (124578 090909 123456789 36) = 99987654320987654321001
{\displaystyle (x,y,z,u)=(1,2,1,2)}  のとき、
f (124578 0909 123456789 3636) = 99876543320987665432101　
{\displaystyle (x,y,z,u)=(1,1,1,3)}  のとき、
f (124578 09 123456789 363636) = 98765433320987666543211
{\displaystyle (x,y,z,u)=(2,1,1,0)}  のとき、
f (124578124578 09 123456789) = 98776554210988754432211

## 他言語での名称
日本語以外の多くの言語では、第1の定義によるカプレカー数と第2の定義によるカプレカー数（カプレカー定数）とに別々の名称を用いている。
- 第1の定義によるカプレカー数： 英語 en:Kaprekar number，中国語 zh:卡布列克數，朝鮮語 ko:카프리카 수，ドイツ語 de:Kaprekar-Zahl，フランス語 fr:Nombre de Kaprekar，スペイン語 es:Número de Kaprekar，ロシア語 ru:Число Капрекара，ペルシャ語 fa:عدد کاپرکار
- 第2の定義によるカプレカー数： 英語 Kaprekar's constant，中国語 zh:卡布列克常數，朝鮮語 ko:카프리카 상수，ドイツ語 de:Kaprekar-Konstante，フランス語 Constante de Kaprekar，スペイン語 es:Constante de Kaprekar，ロシア語 ru:Постоянная Капрекара，ペルシャ語 ثابت کاپرِکار